# Chancellor Records

Chancellor-Logo 1960

Chancellor Records war eine US-amerikanische Schallplattenfirma, die ihren Sitz in Philadelphia hatte. Die Firma war zwischen 1957 und 1964 auf dem Markt. 

## Geschichte
Chancellor Records wurde 1957 von den Musikproduzenten Bob Marcucci und Peter DeAngelis in Philadelphia gegründet. Von Anfang an bestanden enge Kontakte zur ebenfalls in Philadelphia beheimateten Fernsehshow American Bandstand, die sich als günstige Plattform zur Verbreitung der Chancellor-Produktionen erwies. Eine Zusammenarbeit gab es ebenfalls mit der großen Schallplattenfirma ABC-Paramount, über die Chancellor deren weltweite Vertriebswege nutzen konnte. Marcucci hatte sich bereits in der Rock ’n’ Roll-Szene einen Namen als Talentförderer gemacht und schuf mit seiner neuen Firma die Möglichkeit, diese Talente auch selbst zu vermarkten. Er setzte dabei vor allem auf lokale Interpreten der Philadelphia-Region, und so waren auch die ersten Stars bei Chancellor Sänger aus Philadelphia: Jodie Sands, Frankie Avalon und Fabian. 
Als Erster gelang es Jodie Sands, mit ihrem Titel With All My Heart in die Billboard Hot 100 zu kommen, sie erreichte dort als beste Notierung im Frühjahr 1957 Platz 15. Es war Chancellors dritte Produktion und erhielt die Katalognummer 1003, mit der Nr. 1001 hatte man 1957 begonnen. Schon mit Nr. 1011 gelang Chancellor der Sprung in die Top 10 mit Frankie Avalons Titel Dede Dinah, der bis auf Rang 7 vorstieß. Avalon entwickelte sich zum erfolgreichsten Interpreten der Plattenfirma. Mit Venus und Why hatte er 1959 zwei Nummer-eins-Hits und platzierte sich mit Chancellor-Produktionen insgesamt 16-mal in den Hot 100. Ihm folgte Fabian, der sich siebenmal platzieren konnte und mit dem Titel Tiger eine Nummer drei beisteuerte. 
Chancellors Erfolg hielt bis zum Jahre 1962 an, insgesamt 29 Singles kamen unter die Hot 100. Den letzten großen Hit hatte Claudine Clark mit Party Lights, der im Sommer 1962 Platz fünf eroberte. Im gleichen Jahr verließen Frankie Avalon und Fabian Chancellor Records und schlugen eine Filmkarriere ein. Marcucci und DeAngelis gelang es nicht, adäquaten Ersatz zu finden, zahlreiche Versuche mit lokalen Rockgruppen schlugen fehl. So starteten zum Beispiel die The Surfaris 1963 bei Chancellor (The Midnight Surf / Psyche-Out, Nr. 1142), wurden aber erst bei Dot Records erfolgreich. 
Zwischen 1957 und 1964 veröffentlichte Chancellor Records etwa 150 45-rpm-Singles. Während die ersten Produktionen Monoschallplatten waren, erschienen die Platten ab 1959 in Stereo. Unter den Katalognummern 5001 bis 5032 brachte Chancellor 32 Langspielplatten heraus, hauptsächlich mit seinen Stars Frankie Avalon und Fabian. Die Farbe der Plattenetiketten war bis 1959 rosa, danach ging man zu einem schwarzen Label über. 

## Chancellors Hot 100

Plattenetikett 1959

| Kat.-Nr. | Interpreten    | Titel                                         | Rang    | Jahr |
| -------- | -------------- | --------------------------------------------- | ------- | ---- |
| 1003     | Jodie Sands    | With All My Heart                             | 15.     | 1957 |
| 1011     | Frankie Avalon | Dede Dinah                                    | 07.     | 1958 |
| 1014     | The Four Dates | I'm Happy                                     | 87.     | 1958 |
| 1016     | Frankie Avalon | You Excite Me                                 | 49.     | 1958 |
| 1021     | Frankie Avalon | Ginger Bread                                  | 09.     | 1958 |
| 1023     | Jodie Sands    | Someday                                       | 95.     | 1958 |
| 1026     | Frankie Avalon | I'll Wait for You / What Little Girl          | 15. 79. | 1958 |
| 1029     | Fabian         | I'm a Man                                     | 31.     | 1959 |
| 1031     | Frankie Avalon | Venus                                         | 01.     | 1959 |
| 1033     | Fabian         | Turn Me Loose                                 | 09.     | 1959 |
| 1036     | Frankie Avalon | Bobby Sox to Stockings / A Boy Without a Girl | 08. 10. | 1959 |
| 1037     | Fabian         | Tiger                                         | 03.     | 1959 |
| 1039     | Joseph Damiano | I Cried                                       | 91.     | 1959 |
| 1040     | Frankie Avalon | Just Ask Your Heart / Two Fools               | 07. 54. | 1959 |
| 1041     | Fabian         | Come On and Get Me / Got the Feeling          | 29. 54. | 1959 |
| 1044     | Fabian         | Hound Dog Man This Friendly World             | 09. 12. | 1959 |
| 1045     | Frankie Avalon | Why / Swingin' on a Rainbow                   | 01. 39. | 1959 |
| 1047     | Fabian         | About This Thing Called Love / String Along   | 31. 39. | 1960 |
| 1048     | Frankie Avalon | Don't Throw Away All Those Teardrops          | 22.     | 1960 |
| 1052     | Frankie Avalon | Where Are You / Tuxedo Junction               | 32. 82. | 1960 |
| 1056     | Frankie Avalon | Togetherness / Don't Let Love Pass Me By      | 26. 85. | 1960 |
| 1061     | Fabian         | A Kissin' and a Twistin'                      | 91.     | 1960 |
| 1065     | Frankie Avalon | A Perfect Love / Puppet Song                  | 47. 56. | 1960 |
| 1071     | Frankie Avalon | All of Everything                             | 70.     | 1961 |
| 1077     | Frankie Avalon | Who Else But You                              | 82.     | 1961 |
| 1087     | Frankie Avalon | True, True Love                               | 90.     | 1961 |
| 1107     | Frankie Avalon | You Are Mine                                  | 26.     | 1962 |
| 1113     | Claudine Clark | Party Lights                                  | 05.     | 1962 |
| 1115     | Frankie Avalon | A Miracle                                     | 75.     | 1962 |